# Jenny Erpenbecková

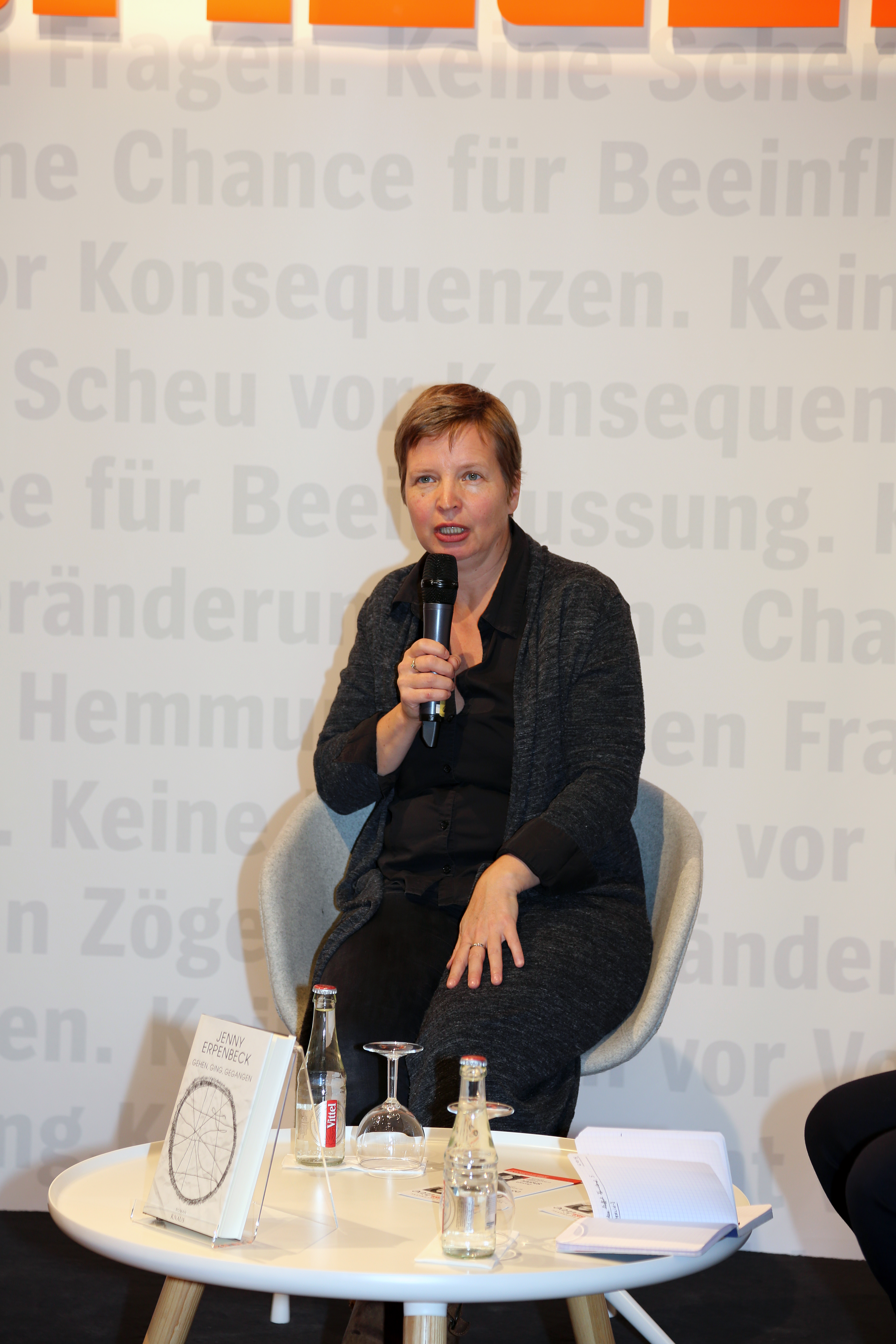
Jenny Erpenbecková na Frankfurtském knižním veletrhu v roce 2015

Jenny Erpenbecková (nepřechýleně Jenny Erpenbeck; * 12. březen 1967, Východní Berlín) je německá divadelní režisérka a také spisovatelka, žijící ve Štýrském Hradci.

## Život a dílo
Je dcerou německého fyzika a filozofa Johna Erpenbecka (* 1942) a jeho ženy překladatelky, arabistky a romanistky Doris Kiliasové (1942–2008). Po maturitě se Jenny vyučila knihvazačkou, posléze byla zaměstnána jako rekvizitářka a garderobiérka po dobu jednoho roku v divadle, nežli započala svoje studium divadelní vědy na Humboldtově univerzitě v Berlíně. Tamější studium avšak po dvou letech přerušila a přešla na Hochschule für Musik Hannse Eislera v Berlíně.
Jako spisovatelka na sebe strhla vlnu pozornosti v roce 1999 uveřejněním svojí prvotiny Příběh o starém dítěti (německy Geschichte vom alten Kind). K roku 2017 byla již dvakrát nominována za svoji literární tvorbu na Německou knižní cenu (tj. 2012 – širší nominace za román Aller Tage Abend, 2015 – finalistka za román Gehen, ging, gegangen).

### Literární ocenění (výběr)
- 2016 – Cena Thomase Manna (Thomas-Mann-Preis) za přínos na poli občansko-politickém[12][13]
- 2016 – Literární cena Waltera Hasenclevera (Walter-Hasenclever-Literaturpreis der Stadt Aachen) za přínos na poli občansko-politickém[14][15]
- 2013 – Cena Josepha Breitbacha
- 2013 – Evangelischer Buchpreis za román Aller Tage Abend[16]
- 2008 – Solothurnská literární cena
- 2001 – Cena Ingeborg Bachmannové (Cena poroty za povídku Sibiř)[17]

## Zajímavost
Rodiče jejího tatínka, Fritz Erpenbeck a Hedda Zinner, byli také (pozn. dle NK ČR i do češtiny překládanými) německými literáty.